# 横濱001
横濱001（よこはまぜろぜろわん）とは、一般社団法人YOKOHAMAGOODS001が認定を行っている地域ブランド商品（ヨコハマ・グッズ）の名称。「横浜」ではなく「横濱」が正しい。正式名称は「ヨコハマ・グッズ 横濱001」。

## 概要
1989年、横浜市の市制100周年、開港130周年を記念して、都市名の「ヨコハマ」自体をブランドとして認知させようと横浜ブランドの認定事業が始まった。2年に1度の審査会で認定された商品が「横濱001」と名乗る事が出来る。
認定された商品は、ロゴマークの使用、「ヨコハマ・グッズ 横濱001 オフィシャルショップ」と呼ばれる特定の店舗で販売される他、各種イベントでも販売される。
認定されたグッズは、食品からキャラクターグッズなど様々だが、どれも横浜を感じさせる商品となっているのが特徴である。また、横浜観光コンベンション・ビューロー元理事長の石坂浩二が選んだヨコハマ・グッズ「石坂浩二賞」（第12回に認定されたキタムラ・ケイツウの牛革ハンドバッグなど）、開港150周年Y150プロデューサーの日比野克彦が選んだヨコハマ・グッズ「日比野克彦賞」（ケイス濱文様の横浜てぬぐい本シリーズなど）もある。
第18期（2019～2020年）は189品が認定された。